# Mauro Zárate
Mauro Matías Zárate "Zárate Kid" (Haedo, 1987. március 18. –) argentin labdarúgó, jelenleg a Watford játékosa
Karrierjét hazájában, a Vélez Sársfieldben kezdte, ahol három évet töltött. 2008-ban a katari Al-Sadd csapatához szerződött, ahol csupán hat hónapot játszott, amikor kölcsönadták az angliai Birmingham City FChez.
Mivel abban az évben a Birmingham kiesett a Premier Leagueből, Maurót ismét kölcsönadta a katari egyesület, de most Olaszországba: a SS Lazióhoz került. Az olasz csapatnál már az első idényben letette névjegyét: 13 gólt szerzett és nagyban hozzájárult a Lazio 2008-as Coppa Italia győzelméhez.
2009 nyarán nem volt kérdés, hogy a Lazio élt az elővásárlási jogával: 20 millió euró ellenében véglegesen megvásárolták az Asz-Szadd al-Katari csapatától. Zárate  négyéves szerződést kötött az olaszokkal, 60 millió € kivásárlási kikötéssel.

## Klub karrier

### Vélez Sársfield
Mauro gyerekkora óta a Vélez Sársfieldben futballozott. 17 éves korában túl képzetnek tartották az ifi csapathoz, így felkerült a felnőtt csapatba, ahol 2004. április 21-én debütált az Arsenal de Sarandi elleni bajnoki mérkőzésen. 2006-ban megosztott argentin gólkirályi címet nyert Rodrigo Palacioval: 12 gólt szerzett az idényben mindkét játékos.

### Al-Sadd
2007 nyarán kétéves szerződést kötött a katari Al-Sadd csapatával, akik 20 millió €-t fizettek az argentinért.
Nem maradt sokáig a csapatnál: hat meccsen játszott, négy gólt szerzett, amikor kölcsönben az angol Premier Ligában szereplő Birmingham Cityhez került.

### Birmingham City
2008. január 21-én a Birmingham Cityhez adta kölcsön a katari csapat. A bemutatkozása nem sikerült túl fényesre: 2008. január 29-i Sunderland elleni vereség volt a debütáló mérkőzése.
Az első gólját Angliában 2008. március 22-én szerezte a Reading elleni bajnokin. A szezonban összesen négy gólt szerzett, de ez sem volt elég ahhoz, hogy a Birmingham City elkerülje a kiesést, és ezzel Zárate sorsa is megpecsételődött: az angolok nem hosszabbították meg a kölcsönszerződést.

### S.S.Lazio
Az angliai kitérő után a katari csapat ismét kölcsönadta a játékost, de most az olasz Lazióhoz.
A kis argentin hamar a szurkolók kedvence lett: legelső bajnoki mérkőzésén a Cagliari ellen két gólt is szerzett, a gólokat a szurkolóknak ajánlotta fel. Ezután sem állt meg a gólgyártásban: az idény felében öt gólnál járt.
2009. május 13-án a Coppa Italia döntőjében szintén gólt szerzett, valamint a büntető rúgásoknál is betalált, ezzel nagyban segítette a SS Laziót a kupa elnyerésében.
A 2009–2010-es szezon elég rosszul sikerült a játékosnak, és a Laziónak is egyaránt. Miközben a csapat végig a kiesés ellen küzdött, Zárate egész évben összesen hat gólt szerzett.
Ebben az évben történt az az eset, ami miatt a szurkolók örökre szívükbe zárták a játékost: 2009. március 14-én a AS Bari elleni bajnokin Zárate a Lazio ultrák között nézte végig a mérkőzést, mivel eltiltása miatt nem szerepelhetett a csapatban.
A csapat végül nem esett ki, Zárate többször mentális problémákkal magyarázta rossz szereplését, a pályán tanúsított sokszor öncélú játékát sokan kritizálták.
A 2009–2010-es idényben Mauro újra a régi formájában szerepel.

### A válogatottban
2007-ben a FIFA U-20-as világbajnok argentin csapat tagja.
2008-ban a legendás Diego Maradona többször kijelentette, hogy ha állandósul Zárate remek formája, akkor meghívja az argentin válogatottba, de végül egyszer sem kapott meghívót, és a dél-afrikai világbajnokság keretében sem szerepelt.

## Magánélet
Zárate Buenos Airesben, egy meglehetősen gazdag, labdarúgással fertőzött családba született: apja Sergio, és nagyapja Juvenal is profi labdarúgó volt. Anyja Catalina Riga olasz származású.
Testvére Rolando, valamit nagybátyja, Sergio Zárate - aki Mauro ügynöke is egyben - szintén labdarúgással keresik / keresték kenyerüket.

## Díjak

### Klub
Club Atlético Vélez Sársfield|Vélez Sársfield
- Argentin Primera División: argentin bajnok 2004–05|Clausura 2005

S.S. Lazio
- Coppa Italia: Coppa Italia 2008–09|2008–09
- Supercoppa Italiana: 2009 Supercoppa Italiana|2009

### Nemzetközi
Argentin nemzeti csapat |Argentína
- 2007 FIFA U-20 Világbajnok|2007

### Egyéni díjak
- Primera División argentin gólkirály: 2006-07

## Külső hivatkozások
- Statisztika a FutbolXXI.com-on (spanyolul)
- Mauro Zárate pályafutásának statisztikái a Soccerbase oldalon (angolul)